# نهم السر (بني حشيش)

تعديل مصدري - تعديل

نهم السر هي إحدى قرى عزلة الشرفة بمديرية بني حشيش التابعة لمحافظة صنعاء، بلغ تعداد سكانها 301 نسمة حسب تعداد اليمن لعام 2004.